# Wspólnota administracyjna Heitersheim
Wspólnota administracyjna Heitersheim – wspólnota administracyjna (niem. Vereinbarte Verwaltungsgemeinschaft) w Niemczech, w kraju związkowym Badenia-Wirtembergia, w rejencji Fryburg, w regionie Südlicher Oberrhein, w powiecie Breisgau-Hochschwarzwald. Siedziba wspólnoty znajduje się w mieście Heitersheim, przewodniczącym jej Jürgen Ehret.
Wspólnota administracyjna zrzesza jedno miasto i dwie gminy:
- Ballrechten-Dottingen, 2 303 mieszkańców, 6,62 km²
- Eschbach, 2 416 mieszkańców, 10,03 km²
- Heitersheim, miasto, 6 018 mieszkańców, 11,71 km²